# Lathyrus roseus
Lathyrus roseus är en ärtväxtart som beskrevs av Christian von Steven. Lathyrus roseus ingår i släktet vialer, och familjen ärtväxter. Inga underarter finns listade i Catalogue of Life.